# Oelneke
Oelneke is een bestuurslaag in het regentschap Timor Tengah Utara van de provincie Oost-Nusa Tenggara, Indonesië. Oelneke telt 708 inwoners (volkstelling 2010).